# Egbert Streuer

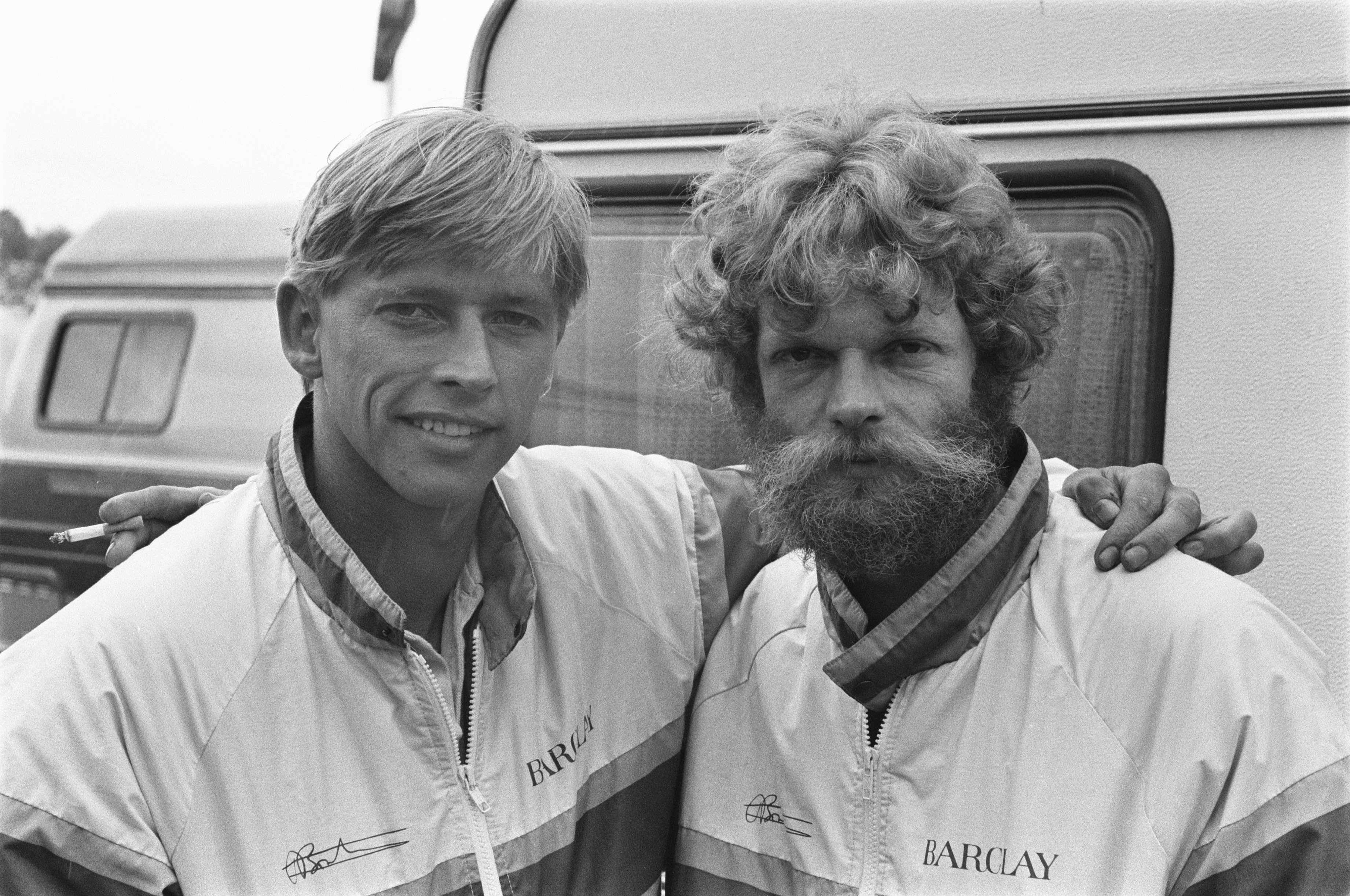
Egbert Streuer (r.) und Bernard Schnieders 1984.

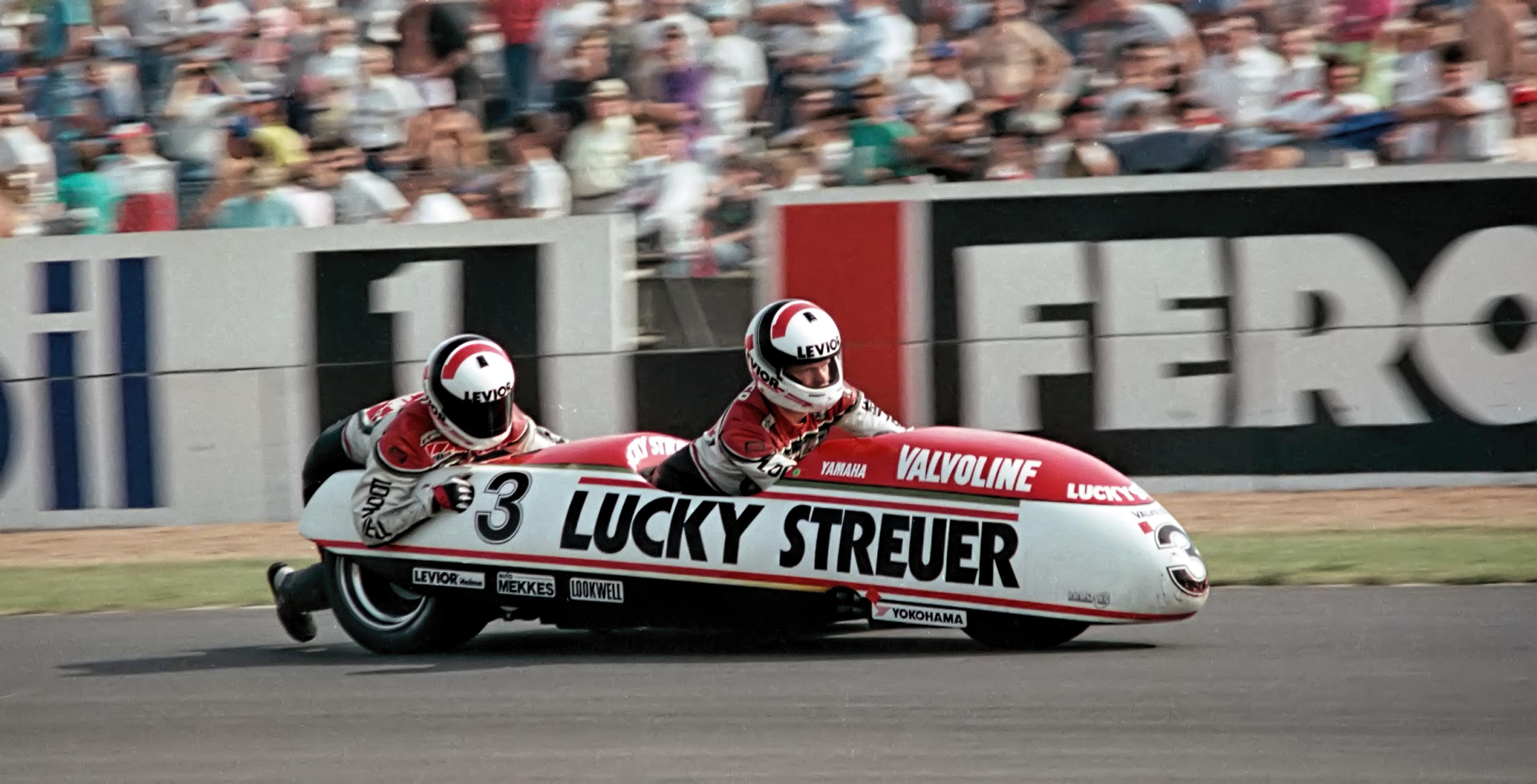
Streuer/de Haas auf LCR-Yamaha beim Großen Preis von Großbritannien 1989

Egbert Streuer (* 1. Februar 1954 in Assen) ist ein ehemaliger niederländischer Motorradrennfahrer.
Mit drei Weltmeistertiteln in der Gespann-Klasse der Motorrad-Weltmeisterschaft ist er der erfolgreichste niederländische Motorradrennfahrer der Geschichte.
Streuer galt in seiner aktiven Zeit nicht nur als schneller und nervenstarker Fahrer, sondern auch als begnadeter Techniker. Obwohl er sich selbst meist bescheiden im Hintergrund hielt, war er mit seinem langen, struppigen Bart stets eine markante Figur im Fahrerlager.
Sein Sohn Bennie ist aktuell ebenfalls im Gespann-Rennsport aktiv und wurde mit Geert Koerts 2015 Weltmeister in der F1-Klasse.

## Karriere
Egbert Streuer begann seine Karriere 1975 zusammen mit Beifahrer Johan van der Kaap auf einem BMW-Gespann in der niederländischen Motorrad-Straßenmeisterschaft, die man auf Rang sechs abschloss. Bereits 1978 gewann Streuer mit van der Kaap auf Schmid-Yamaha seinen ersten niederländischen Meistertitel in der Seitenwagen-Klasse. Im selben Jahr debütierten die beiden beim Großen Preis von Österreich auf dem Salzburgring in der Motorrad-WM. Beim Letzten Grand Prix der Saison in der Tschechoslowakei gewann das Duo mit Rang zehn seinen ersten WM-Zähler. Nach zwei weiteren niederländischen Meistertiteln und den WM-Rängen neun 1979 und vier 1980 beendete Johan van der Kaap am Ende der Saison 1980 aus persönlichen Gründen seine Laufbahn.
Nach Experimenten mit insgesamt vier verschiedenen Copiloten im Seitenwagen von Streuers LCR-Gespann und WM-Rang acht im Jahr 1981 wurde ab der Saison 1982 Bernard Schnieders neuer Stamm-Beifahrer. Beim Großen Preis von Großbritannien in Silverstone gelang dem Duo der erste Grand-Prix-Sieg seiner Laufbahn. Die Saison schloss man auf dem vierten Gesamtrang ab. 1983 wurden Streuer / Schneiders mit zwei Siegen hinter dem Schweizer Gespann Rolf Biland / Kurt Waltisperg Vize-Weltmeister und etablierten sich damit endgültig in der Weltspitze.
In der Saison 1984 errang Egbert Streuer zusammen mit Bernard Schnieders auf LCR-Yamaha seinen ersten WM-Titel. Die beiden gewannen drei Grands Prix und verwiesen das deutsche Duo Werner Schwärzel / Andreas Huber mit drei Punkten Vorsprung auf Rang zwei. 1985 verteidigten die Niederländer ihren Titel gegen Schwärzel, der zwar mit 73 Zählern genau so viele Punkte wie Streuer / Schnieders gesammelt hatte, aber nur einen Saisonsieg und damit zwei weniger als das niederländische Duo vorzuweisen hatte.
Auch Saison 1986 wurden Egbert Streuer / Bernard Schnieders auf LCR-Yamaha Seitenwagen-Weltmeister. Diesmal gewannen sie fünf Rennen und sammelten 75 WM-Zähler. Der Franzose Alain Michel errang mit seinem Landsmann Jean-Marc Fresc zwar ebenso viele Zähler, wie im Vorjahr hatten die Niederländer aber die größeren Anzahl von Siegen auf ihrem Konto, was bei Punktgleichheit entscheidend für die Titelvergabe war.
1987 mussten Streuer / Schnieders in der WM-Gesamtwertung dem britischen Duo Steve Webster / Tony Hewitt den Vortritt lassen. Größter Erfolg der Saison war der Gewinn der Dutch TT in Streuers Heimatstadt Assen, die die beiden trotz 14 Grand-Prix-Siegen nie zuvor gewonnen hatten. Nach der Saison 1988, die das niederländische Duo ohne Sieg auf dem dritten WM-Rang abschloss, beendete Bernard Schnieders nach 15 Siegen, drei WM- und acht niederländischen Meistertiteln seine aktive Laufbahn. Grund dafür war die fortschreitende Kommerzialisierung seines Sports, über die Schnieders unzufrieden war.
In der Saison 1989 kämpfte Egbert Streuer zusammen mit seinem neuen Copiloten Geral de Haas erneut gegen Webster / Hewitt um den Titel, musste den Briten aber letztendlich den Vortritt lassen. 1990 wurde Streuer zusammen mit de Haas bzw. dem Briten Scott Whiteside, der de Haas beim letzten Rennen in Ungarn vertrat, erneut Vize-Weltmeister.
1991 trat Egbert Streuer zusammen mit den Copiloten Pete Essaf aus den USA und Peter Brown aus Großbritannien und erstmals mit Krauser-Motoren im LCR-Gespann an. Er gewann mit Brown zum zweiten Mal in seiner Laufbahn die Dutch TT und schloss die Saison als Dritter ab. 1992 schlossen Streuer / Brown als WM-Vierte ab. Den einzigen Sieg der Saison feierten die beiden beim Rennen in Assen, das im Rahmen des Superbike-WM-Laufs ausgetragen wurde.
Vor der Saison 1993 beschloss Egbert Streuer, wegen der schwindenden Aufmerksamkeit für seinen Sport in der Öffentlichkeit und dem damit verbundenen Ausbleiben von Sponsorengeldern, sich vom aktiven Rennsport zurückzuziehen.
In seiner beinahe 20-jährigen Laufbahn wurde der Niederländer drei Mal Seitenwagen-Weltmeister sowie zwölf Mal niederländischer Meister und gewann 22 Grand-Prix-Rennen. Er ist bis heute der erfolgreichste niederländische Starter in der Motorrad-Weltmeisterschaft.

## Statistik

### Erfolge
- 1984 – Seitenwagen-Weltmeister auf LCR-Yamaha mit Beifahrer Bernard Schnieders
- 1985 – Seitenwagen-Weltmeister auf LCR-Yamaha mit Beifahrer Bernard Schnieders
- 1986 – Seitenwagen-Weltmeister auf LCR-Yamaha mit Beifahrer Bernard Schnieders
- 22 Grand-Prix-Siege
- Niederländischer Seitenwagen-Meister:[1]
  - 1978, 1979, 1980 (zusammen mit Johan van der Kaap)
  - 1982, 1983, 1984, 1985, 1986, 1987, 1988 (zusammen mit Bernard Schnieders)
  - 1989 (zusammen mit Geral de Haas)
  - 1991 (zusammen mit Harry Hofsteenge)

### In der Motorrad-Weltmeisterschaft
| Saison | Klasse      | Maschine                               | Beifahrer                                                                         | Siege | Podien | Punkte | Ergebnis    |
| ------ | ----------- | -------------------------------------- | --------------------------------------------------------------------------------- | ----- | ------ | ------ | ----------- |
| 1978   | Seitenwagen | Schmid-Yamaha                          | Johan van der Kaap                                                                | 0     | 0      | 1      | 27.         |
| 1979   | Seitenwagen | Schmid-Yamaha                          | Johan van der Kaap                                                                | 0     | 0      | 17     | 9.          |
| 1980   | Seitenwagen | LCR-Yamaha                             | Johan van der Kaap bzw. Boy Brouwer                                               | 0     | 1      | 52     | 4.          |
| 1981   | Seitenwagen | LCR-Yamaha                             | Bernard Schnieders bzw. Kenneth Williams bzw. Jouko Leppänen bzw. Charles Vroegop | 0     | 0      | 24     | 8.          |
| 1982   | Seitenwagen | LCR-Yamaha                             | Bernard Schnieders                                                                | 1     | 3      | 47,5   | 4.          |
| 1983   | Seitenwagen | LCR-Yamaha                             | Bernard Schnieders                                                                | 2     | 5      | 72     | 2.          |
| 1984   | Seitenwagen | LCR-Yamaha                             | Bernard Schnieders                                                                | 3     | 5      | 75     | Weltmeister |
| 1985   | Seitenwagen | LCR-Yamaha                             | Bernard Schnieders                                                                | 3     | 5      | 73     | Weltmeister |
| 1986   | Seitenwagen | LCR-Yamaha                             | Bernard Schnieders                                                                | 5     | 5      | 75     | Weltmeister |
| 1987   | Seitenwagen | LCR-Yamaha                             | Bernard Schnieders                                                                | 1     | 6      | 75     | 2.          |
| 1988   | Seitenwagen | LCR-Yamaha                             | Bernard Schnieders                                                                | 0     | 4      | 97     | 3.          |
| 1989   | Seitenwagen | LCR-Yamaha                             | Geral de Haas                                                                     | 2     | 7      | 136    | 2.          |
| 1990   | Seitenwagen | LCR-Yamaha                             | Geral de Haas bzw. Scott Whiteside                                                | 3     | 9      | 167    | 2.          |
| 1991   | Seitenwagen | LCR-Krauser                            | Pete Essaf bzw. Peter Brown                                                       | 1     | 4      | 134    | 3.          |
| 1992   | Seitenwagen | LCR-Stredor / LCR-Yamaha / LCR-Krauser | Peter Brown                                                                       | 1     | 2      | 57     | 4.          |
| Gesamt | Gesamt      | Gesamt                                 | Gesamt                                                                            | 22    | 56     | 1102,5 |             |

## Verweise